# Dammuso

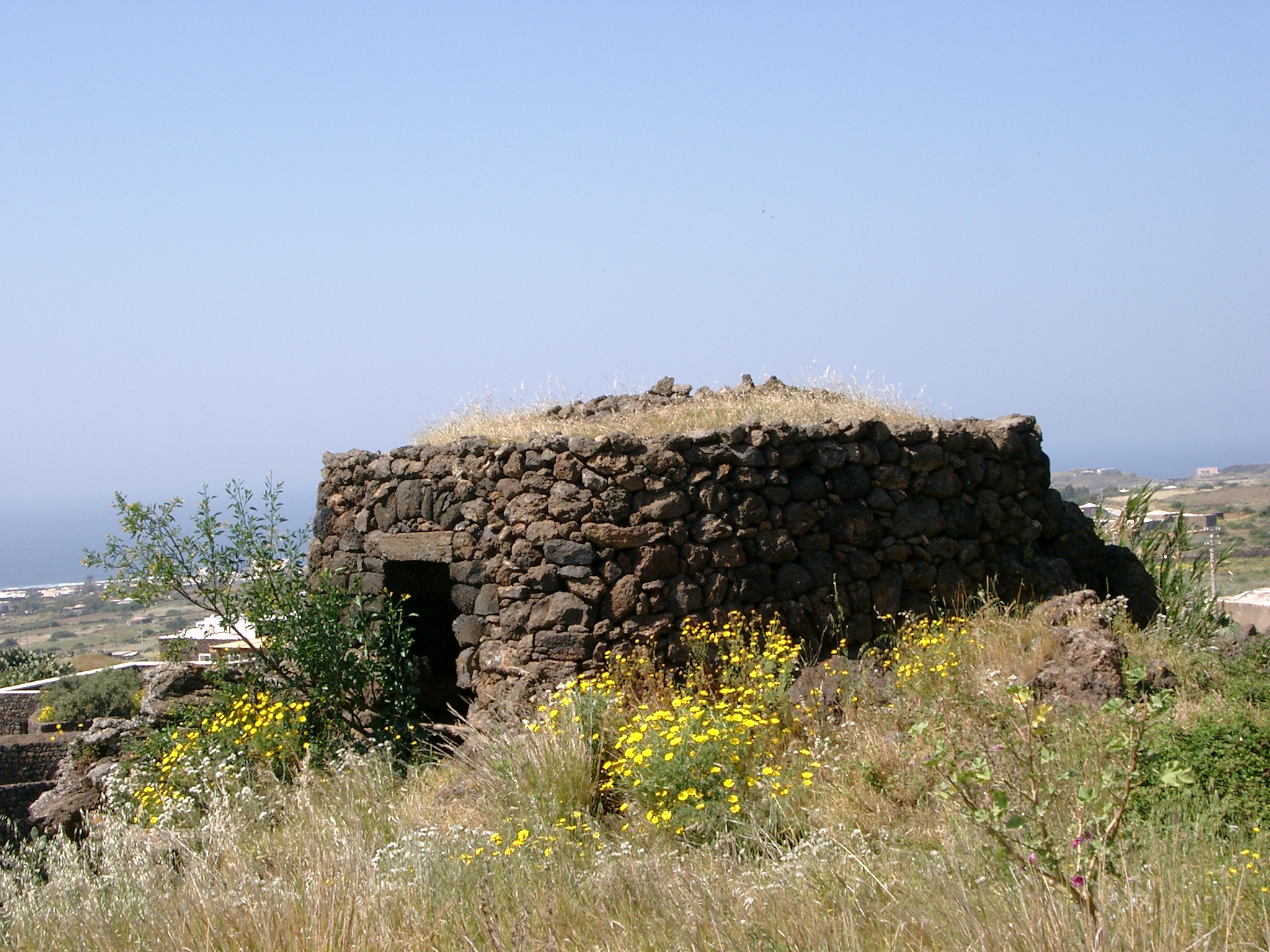
Dammuso auf Pantelleria

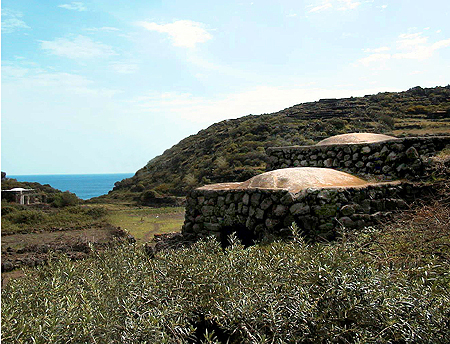
Antike Dammusi auf Pantelleria

Dammuso (dammusu bedeutet in der sizilianischen Sprache Gewölbedach, beziehungsweise Kuppel) ist der Name für typische traditionelle Häuser auf Pantelleria und Lampedusa.
Die historische Bauform des Dammuso geht auf die Zeit des Emirat von Sizilien zurück. In Modica, Palazzolo Acreide, Buccheri und den Hybläischen Bergen in Italien wurden sie aus einer natürlichen Grotte gebildet und im Laufe der Jahrhunderte erweitert.

## Dammusi auf Pantelleria

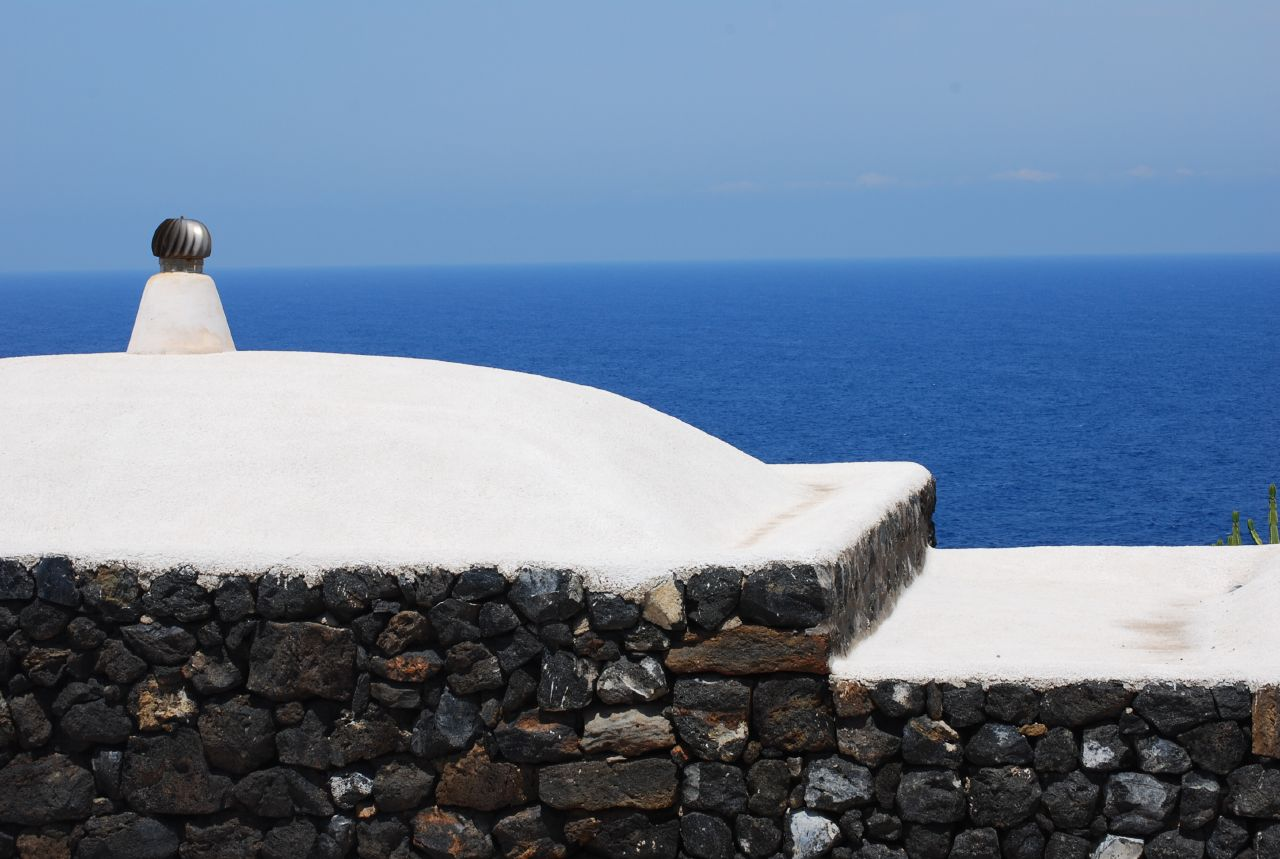
Dach eines dammuso auf Pantelleria

Die für die Insel Pantelleria typischen Hausbauten haben ihre Ursprünge in der Antike zur Zeit der Anwesenheit der Phönizier; sie wurden allmählich bis zum heutigen Tag verändert.
Die ersten Exemplare waren Häuser aus örtlichem Lavagestein, im Trockenbau erstellt, quadratisch und klein. Mit der Ankunft der Römer wandelte sich das bis zum Boden heruntergezogene Dach zu einer Kuppel. Diese Transformation bildete den Vorläufer für den Bau von Zisternen, um Wasser zu sammeln.
Die Kuppelform, die dem Dach mehr Festigkeit verlieh, gestattete in großen Mengen das Sammeln des Regenwassers in den Zisternen, das während der langen, trockenen Sommer auf Pantelleria gebraucht wurde. Zum Zweck der Abdichtung wurde die Dachfläche noch einmal extra mit Kalk isoliert, auch zur Wärmedämmung.
Ein weiteres gemeinsames Merkmal dieser ländlichen Gebäude sind die Gärten Pantellerias, eine traditionelle und einzigartige Lösung dieser Insel. Sie sind von hohen Trockenmauern kreisförmig umgeben. Diese Konstruktion hält die Pflanzen, vor allem Zitrus- und/oder Obstbäume, isoliert und vor den steten kräftigen Winden geschützt.
Inzwischen hat sich der Name "Dammuso" auf moderne Wohnbauten und Hotelnamen übertragen.

## Dammusi der Monti Iblei

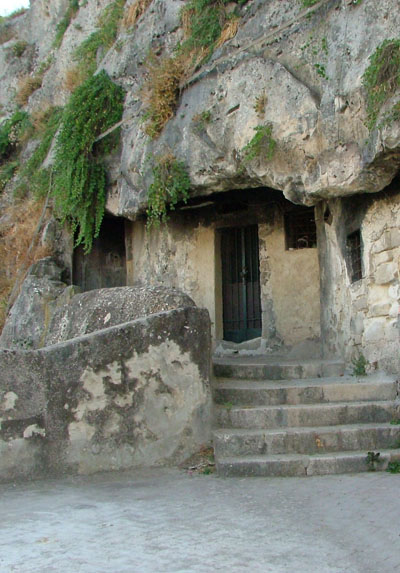
Dammuso in Modica

Der typische Karst der Monti Iblei schuf ein ganzes Höhlensystem, was die Bildung einer Reihe kleiner Dörfer in prähistorischer Zeit begünstigte. Die antike Bevölkerung der Sikuler siedelte sich bereits im 8. Jahrhundert v. Chr. im Iblei-Gebiet an und schuf neue Höhlen neben den natürlichen.
Im Laufe der Jahrhunderte wurden diese Höhlen zuerst als Grabstätten verwendet und dann erst als Häuser. Zur Zeit der Herrschaft der Araber in Sizilien wurden die Höhlen mit Holz weiter ausgebaut und dann schließlich mit Trockenmauerwerk. Modica ist ein typisches Beispiel insofern, als die Höhlen die erste menschliche Ansiedlung darstellten: Kleine Häuser im historischen Teil der Stadt haben dieses wichtige Zeugnis der Vergangenheit erhalten. Im Bereich von Palazzolo Acreide, Buscemi, Buccheri, Ferla und Cassaro sind Dammusi sehr häufig, und wenn sie nicht aus vorhandenen Höhlen gebaut wurden, sind sie auch mit einer Bogenarchitektur aus Kalkstein realisiert, die die Höhle oder die Decke erweiterte.

## Bibliographie
- Francesco Bonasera: La dimora rurale nelle isole minori pertinenti alla Sicilia occidentale. In: Giorgio Valussi: La casa rurale nella Sicilia occidentale (= Ricerche sulle dimore rurali in Italia. 24, ZDB-ID 741357-9). Olschki, Florenz 1968, S. 167–182.